# Чиста соба
Чиста соба је окружење које се обично користи у производњи или научном истраживању, које садржи низак ниво загађивача из окружења као што су прашина, микроби из ваздуха, аеросолне честице и хемијска испарења. Прецизније, чиста соба има контролисани ниво контаминације који се спецификује бројем честица по кубном метру за одговарајућу величину честице. Примера ради, ваздух у уобичајеном урбаном окружењу садржи 35.000.000 честица величине 0,5 μm или већих по кубном метру, што одговара ИСО чистој соби нивоа 9, док ИСО чиста соба нивоа 1 не сме да садржи честице те величине, и може да садржи највише 1,02 честице величине 0,3 микрометра или веће по кубном метру.

## Опис
Чисте собе могу бити врло велике. Читава производња постројења се могу налазити унутар чистих соба површина више хиљада квадратних метара. Чисте собе се интензивно користе у производњи полупроводника, биотехнологији и другим областима које су врло осетљиве на контаминацију окружења.
Ваздух који улази у чисту собу споља се филтрира како би се одстранила прашина, а ваздух који се налази унутра стално рециркулише кроз високоефикасне ваздушне филтере како би се уклонило интерно генерисано загађење.
Особље улази и напушта чисте собе кроз ваздушне коморе (које понекад садрже ваздушне тушеве), и носе заштитну одећу као што су капуљаче, маске за лица, рукавице, чизме и пелерине.
Опрема унутар чистих соба је дизајнирана тако да производи што мање загађења ваздуха. Користе се само специјалне крпе за брисање. Намештај у чистим собама се прави тако да испушта што мање честица и да га је што лакше очистити.
Уобичајени материјали као што су папир, оловке и тканине начињене од природних влакана се обично не користе у чистим собама, већ се уместо њих користе алтернативни алати. Чисте собе нису стерилне (то јест без неконтролисаних микроба); већ се контролишу само честице из ваздха. За тестирање чистоће се обично користе бројачи честица.
Неке чисте собе се држе под позитивним притиском како би у случају цурења ваздух цурео из простоије уместо да нефилтрирани ваздух улази у просторију.
У чистим собама чији стандарди чистоће ваздуха нису сувише строги, улаз у просторију не мора да има ваздушни туш, већ постоји предсобље (познато као „сива соба“), у којем се облачи одећа за чисту собу, и из које се директно улази у чисту собу.
Нека производна постројења не користе спецификоване чисте собе али користе неке праксе чистих соба како би одржали загађење испод захтеваног нивоа.

## ИСО 14644-1 стандарди за чисте собе
| класа | максимално честица/ | максимално честица/ | максимално честица/ | максимално честица/ | максимално честица/ | максимално честица/ | еквивалент    |
| класа |                     |                     |                     |                     |                     |                     | еквивалент    |
| ИСО 1 | 10                  | 2,37                | 1,02                | 0,35                | 0,083               | 0,0029              |               |
| ИСО 2 | 100                 | 23,7                | 10,2                | 3,5                 | 0,83                | 0,029               |               |
| ИСО 3 | 1.000               | 237                 | 102                 | 35                  | 8,3                 | 0,29                | класа 1       |
| ИСО 4 | 10.000              | 2.370               | 1.020               | 352                 | 83                  | 2,9                 | класа 10      |
| ИСО 5 | 100.000             | 23.700              | 10.200              | 3.520               | 832                 | 29                  | класа 100     |
| ИСО 6 | 1,0×106             | 237.000             | 102.000             | 35.200              | 8.320               | 293                 | класа 1.000   |
| ИСО 7 | 1,0×107             | 2,37×106            | 1.020.000           | 352.000             | 83.200              | 2.930               | класа 10.000  |
| ИСО 8 | 1,0×108             | 2,37×107            | 1,02×107            | 3.520.000           | 832.000             | 29.300              | класа 100.000 |
| ИСО 9 | 1,0×109             | 2,37×108            | 1,02×108            | 35.200.000          | 8.320.000           | 293.000             | собни ваздух  |